# PGC 32784
LEDA/PGC 32784 ist eine Spiralgalaxie vom Hubble-Typ Sm im Sternbild Großer Bär am Nordsternhimmel. Sie ist rund 81 Millionen Lichtjahre von der Milchstraße entfernt und hat einen Durchmesser von etwa 9000 Lichtjahren. 

Gemeinsam mit NGC 3445 bildet sie das gravitativ gebundene Galaxienpaar Arp 24 oder KPG 256 und zusammen mit NGC 3440 und NGC 3458  die NGC 3445-Gruppe (LGG 226).